# L'Heure des sorcières
L'Heure des sorcières (titre original : Lasher) est le second volume de la Saga des sorcières Mayfair, écrite par Anne Rice (dont le premier est Le Lien maléfique) et paru en 1993.

## Résumé
Le roman commence peu après la mystérieuse disparition du docteur Rowan Mayfair, qui vient d’épouser l'entrepreneur Michael Curry. Michael, se sentant trahi par Rowan, est tombé en dépression en partie à cause des médicaments inutiles qui lui ont été prescrits après qu’il eut frôlé la mort.
Arrive Mona Mayfair, une sorcière sexuellement aventureuse, âgée de treize ans et qui est plus puissante que Rowan. En effet, résultat de tous les entrecroisements de l'arbre généalogique, elle est celle qui a le plus de liens avec les premiers sorciers Mayfair, et particulièrement avec Julien Mayfair, son ancêtre. Elle séduit Michael, qui sort alors de sa torpeur et refait le serment de retrouver sa femme à n'importe quel prix. Il est maintenant convaincu que, où qu'elle soit partie, ce n'était pas de son plein gré.
Et bien que ce soit elle qui ait sorti Lasher de la maison, Rowan est maintenant retenue prisonnière par le monstre qu'elle a engendré. Il la féconde deux fois, ces grossesses se soldant à chaque fois en fausse couche, mais une troisième tentative réussit. Quand il l'entraîne à travers toute l'Europe, elle réussit à envoyer des échantillons d'ADN à ses collègues de San Francisco. Ils découvrent que Lasher est d’une espèce totalement différente, et que Rowan elle-même a une anomalie génétique, la polyploïdie, ou maladie des 92 chromosomes. C'est certainement ce qui a rendu la naissance surnaturelle de Lasher possible.
Le duo rentre aux États-Unis, où Lasher entreprend de féconder d'autres femmes de la famille Mayfair. Toutes les tentatives sont infructueuses puisque les femmes font immédiatement des fausses couches et meurent d'hémorragies. Rowan réussit à échapper à Lasher, et après avoir fait du stop jusqu'en Louisiane, s'effondre dans un champ et donne naissance à Emaleth, une femelle Taltos. Les derniers mots de Rowan à Emaleth sont de trouver Michael, ce qu'elle entreprend de faire en pensant que Rowan est morte.
Rowan est retrouvée et conduite d'urgence à l'hôpital, où elle est diagnostiquée comme atteinte du syndrome du choc toxique. Elle subit en urgence une hystérectomie afin de lui sauver la vie, lui retirant toute chance d'avoir de nouveau des enfants. Elle est ramenée auprès de Michael dans leur maison, où elle reste dans le coma, bien qu'elle reste consciente de ce qui l'entoure, à l'insu de tous.
Lasher revient à la maison pour raconter à Michael et à Aaron Ligthner son histoire :
Né de l'union entre la reine Anne d'Angleterre, la seconde femme de Henri VIII d'Angleterre, et un homme de Donnelaith, Lasher est considéré comme l'incarnation d'un saint nommé Ashlar. Très vite, son père, fils de Earl de Donnelaith, l’enlève et l’emmène à Donnelaith. De là, il est envoyé en Italie pour devenir prêtre. Il revient en Écosse lorsque Élisabeth Ire d'Angleterre est sacrée reine. Alors qu'il célèbre la messe de Noël, il est tué par les partisans du réformateur protestant John Knox. Il n'a pas d’autres souvenirs antérieurs au moment où Suzanne l’a ramené à l'existence.
Michael écoute patiemment Lasher. Son récit terminé, Michael ne perd pas une seconde et le tue puis l'enterre sous le grand chêne dans le jardin.
Peu après, il découvre Emaleth dans la chambre de Rowan. Elle est en train de l'allaiter avec son lait maternel très nutritif. Ceci ressuscite Rowan, mais en voyant Emaleth au-dessus d'elle, elle panique et hurle à Michael de la tuer. Michael refuse et Rowan prend alors un pistolet et abat sa fille d'une balle dans la tête. Rowan réalise immédiatement ce qu'elle vient de faire et, pleurant la perte de sa fille, insiste pour être celle qui l'enterrera. Elle enterre Emaleth à côté de Lasher sous le chêne.